# Westmans snusfabrik
AB Westmans Snusfabrik var en snusfabrik i Jönköping.
Handlanden N.M. Dahlgren fick tillstånd att driva snusfabrik i Jönköping 1812, ett tillstånd som 1838 överfördes till sonen Fredrik Ferdinand Dahlgren (född 1812) och handelsbokhållaren Gustaf Westman (född 1812). Westman blev sedermera ensam innehavare av företaget och upptog 1872 sin son Anders Gustaf Westman (född 1845) till bolagsman, vilken  övertog hela företaget 1881.
Företaget blev 1908 aktiebolag med Anders Gustaf Westman som verkställande direktör. AB Westmans Snusfabrik var en av Sveriges större snusfabriker. Dess mest kända snussorter var Jönköpingssnus och Virginiasnus.
AB Westmans Snusfabrik gick 1912 upp i Förenade Svenska Tobaksfabriker, en trust som bildades av flera tobaksfabriker i syfte var att hindra införandet av ett statligt tobaksmonopol. Monopolet genomfördes dock, och samtliga svenska tobaksfabriker förstatligades 1915 och sammanfördes i Tobaksmonopolet.